# عبد الله القلقيلي
عبد الله القلقيلي (1899-1969) مفتي شرعي فلسطيني، ولد في مدينة قلقيلية وأنهى دراسته الابتدائية في المدرسة الأميرية الحكومية. في عام 1912 التحق بالأزهر الشريف حيث أمضى ست سنوات ونال الشهادة الأزهرية، ثم التحق بكلية الآداب بالجامعة المصرية. أصدر «جريدة الصراط المستقيم» في يافا وصدر العدد الأول منها في الثاني من أيلول عام 1925 وكانت الصحيفة بقيادة راغب النشاشيبي كمعسر للمعارضة وظلت تصدر حتى عام 1948.

## حياته
وُلد عبد الله بن عبد الله محمد القلقيلي عام 1899. عاد إلى فلسطين إبان الإستعمار البريطاني عام 1919، ثم قرر أن يعود إلى مصر مرة ثانية، ولكن قبل أن يعود ذهب إلى زيارة المسجد الأقصى وقبة الصخرة، فالتقى في القدس بالمفتى الحاج أمين الحسيني وكامل الحسيني، الذي شجعه على البقاء في البلاد وعدم العودة إلى مصر. وعرض عليه رجل التربية أحمد سامح الخالدي العمل في حقل التدريس معلمًا للغة العربية والدين فأصبح معلماً في مدرسة العامرية الثانوية في القدس. وفي عام 1948 نزح عبد الله القلقيلي مع جموع الفلسطينيين الذين هاجروا قسراً إلى دمشق وعمل مدرساً في ثانوية درعا وثانوية دمشق.
كتب مقالات في «جريدة ألف باء» التي أسسها الفلسطيني يوسف العيسى وأقام بعد ذلك في الأردن، وأصدر «مجلة هدى الإسلام».
في السابع عشر من يناير عام 1955 أسند الحسين بن طلال إليه منصب مفتي المملكة الأردنية الهاشمية حتى تقاعده عام 1967.

## أعماله
كان للقلقيلي العديد من الأعمال منها:
- أبحاث علمية إسلامية وفتوى في مسائل حديثة شرعية صدرت عام 1954.
- فتاوي علماء الدين في موضوع قانون الوعظ والمرشدين صدرت عام 1955.
- من وحي رمضان "مجموعة أحاديث كتبها خلال شهر رمضان" صدرت عام 1956.
- الفتاوي الأردنية، يتضمن هذا الكتاب الفتاوى التي أصدرها خلال عمله مفتياً عاماً في الأردن صدر عام 1969.

## روابط خارجيَّة
- عبد الله القلقيلي على موقع أرشيف الشارخ